# Nadiuska
Roswithka Bertasha Smid Honczar, coneguda artísticament com a Nadiuska (Schierling, 19 de gener de 1952), és una actriu alemanya que va desenvolupar la major part de la seva carrera a Espanya.

## Biografia
De pares jueus, va arribar a Barcelona el 1971 i va començar a treballar com a model. El seu salt al cinema va arribar el 1972, debutant sota el nom de «Nadiuska», molt més fàcil que el seu nom autèntic. En 1973 va contreure matrimoni amb Fernando Montalbán Sánchez, ferroveller, amb la finalitat d'obtenir la nacionalitat espanyola. Aquest matrimoni va ser anul·lat pel Tribunal de la Rota el 14 de juliol de 1981.
Va participar en nombroses pel·lícules de gran èxit, sobretot en l'època del «destape». La seva última interpretació va succeir el 1998. El 1978, va protagonitzar amb el capocòmic argentí Alberto Olmedo el film humorístic Mi mujer no es mi señora i el 1982 va tenir un curt paper especial a Conan el Bàrbar, protagonitzada per Arnold Schwarzenegger.
A la fi dels anys 1990, tristament va sofrir greus problemes econòmics i va començar a patir trastorns mentals, de manera que en 1999 va ser traslladada de la pensió en la qual residia a l'hospital psiquiàtric Alonso Vega, on li van diagnosticar esquizofrènia. Una vegada complert el seu tractament amb millora, en 2002 li van donar l'alta. Sense poder recuperar-se econòmicament, va començar a vagabundejar per diverses zones de Madrid i en el programa de TVE presentat per Concha Velasco Tiempo al tiempo van relatar la seva trista història sense aconseguir ajudar-la en la mesura del que li calia. Durant un temps també se la va veure, bastant deteriorada físicament, a Guadalajara, i hi va ingressar a l'Hospital General Universitari. El 2020 era a l'Hospital Psiquiàtric de Ciempozuelos.

## Filmografia
- Las dudas de Judas y María Magdalena (1998)
- Brácula: Condemor II (1997)
- Los ladrones van a la oficina (1993)
- El tío del saco y el inspector Lobatón (1991)
- Seducción mortal (Protervo) (1990)
- Tristeza de amor / El viejo Werther (1986)
- Tristeza de amor. Sèrie de TVE, episodi "Pub Chopin" (1986)
- Tristeza de amor. Sèrie de TVE, episodi "La rusa" (1986)
- La de Troya en el Palmar (1984)
- La loca historia de los tres mosqueteros (1983)
- El violador violado (1983)
- Conan el Bàrbar (1982)
- Othello, el comando negro (1982). De Max H. Boulois.
- Las siete cucas (1981)
- Challenge of the Tiger/Gymkata Killer (El duelo del dragón y el tigre) (1980)
- Buitres sobre la ciudad (1980)
- La noche viene movida (Argentina) (1980)
- Siete chicas peligrosas/Sette ragazze di classe (1979). España/Italia. De Pedro Lazaga.
- Guyana, el crimen del siglo (1979)
- Las siete magníficas y audaces mujeres (1979)
- Siete chicas peligrosas (1978)
- Suave, cariño, muy suave (1978)
- Mi mujer no es mi señora o Mi marido no funciona (1978) (Argentina) (Protagonitzada per Alberto Olmedo)
- Chely (1977)
- Dos hombres y, en medio, dos mujeres (1977)
- La muerte ronda a Mónica (1977)
- Eva a las diez (1977)
- Plus ça va, moins ça va (1977)
- Beatriz (1976)
- Desnuda inquietud (1976)
- El señor está servido (1976)
- La amante perfecta (1976)
- Spanish fly (1976)
- Último deseo (1976)
- Dragon Bruce Lee (1975)
- La mosca hispánica (1975)
- Último deseo (1975)
- Un lujo a su alcance (1975)
- Zorrita Martínez (1975)
- Chicas de alquiler (1974)
- Perversión (1974)
- Revista de cine (1974)
- Polvo eres (1974)
- Una abuelita de antes de la guerra (1974)
- Vida conyugal sana (1974)
- El chulo (1974)
- Lo verde empieza en los Pirineos (1973)
- Manolo la nuit (1973)
- Señora doctor (1973)
- Tarzán en las minas del rey Salomón (1973)
- Vida conyugal sana (1973)
- Timanfaya (1972)
- Soltero y padre en la vida (1972)